# Homalenotus monoceros
Homalenotus monoceros is een hooiwagen uit de familie Sclerosomatidae.